# Juan Carlos Tabío
Juan Carlos Tabío   (l'Havana, 3 de setembre de 1943 - l'Havana, 18 de gener de 2021) fou un guionista, escriptor i director de cinema cubà.

## Biografia
Tot i que la seva il·lustre carrera de cineasta ha transcorregut durant gairebé tres dècades, la seva implicació inicial en el cinema va tenir lloc per accident. Quan era jove, els seus pares el van preparar per una carrera política. Però quan un amic de la família que treballava per la societat cinematogràfica nacional el va convidar a treballar en una pel·lícula, i aleshores va pensar en el cinema com a carrera.
Va començar a treballar el 1961 a l'ICAIC (Institut Cubà d'Art i Indústria Cinematogràfica) com a ajudant de producció, després com a subdirector. Entre 1963 i 1980, ha produït més de 30 documentals. El seu primer llargmetratge es va estrenar el 1983. A continuació, Tabío va ensenyar guió i realització de cine a l'Escola Internacional de Cinema i Televisió de San Antonio de los Baños entre 1989 i 1990.
Les seves són sobretot comèdies protagonitzades per la gent i els llocs de Cuba. Utilitza Cuba com a actor en si mateix li permet ressaltar els goigs de la cultura cubana, alhora que també crea un comentari social que corre sobre els seus defectes. Ha estat recompensat amb diversos premis Goya i fins i tot fou nominat a l'Oscar a la millor pel·lícula de parla no anglesa per Fresa y chocolate (1994).
L'any 2000 va dirigir Lista de espera, que narra la història humorística d'un grup de passatgers que esperen un autobús que mai no apareixerà. L'ús de l'humor i el diàleg realista suposa la conclusió del comentari social de Tabío i de la il·lustració dels problemes que té Cuba. Fou projectada a la secció Un Certain Regard del 53è Festival Internacional de Cinema de Canes.
"L'obra de Juan Carlos Tabío i la seva generació necessita encara ocupar el lloc que mereix dins del cinema cubà i la democràcia que durant dècades van intentar construir".

## Filmografia
- Se permuta (1983)
- Plaff o Demasiado miedo a la vida (1988)
- Fresa y chocolate (codirecció Tomás Gutiérrez Alea) (1994)
- El elefante y la bicicleta (1994)
- Guantanamera (codirecció Tomás Gutiérrez Alea) (1995)
- Lista de espera (2000)
- Aunque estés lejos (2003)
- El cuerno de la abundancia (2008)
- 7 días en La Habana (2012)

## Premis i distincions
Medalles del Cercle d'Escriptors Cinematogràfics
| Any  | Categoria            | Pel·lícula   | Resultat  |
| ---- | -------------------- | ------------ | --------- |
| 1995 | Millor guió original | Guantanamera | Guanyador |

Festival Internacional de Cinema de Berlín
| Any  | Categoria            | Pel·lícula        | Resultat  |
| ---- | -------------------- | ----------------- | --------- |
| 1994 | Gran Premi del Jurat | Fresa y chocolate | Guanyador |

Premis Goya
| Any  | Categoria                                     | Pel·lícula                 | Resultat  |
| ---- | --------------------------------------------- | -------------------------- | --------- |
| 1994 | Millor pel·lícula estrangera de parla hispana | Fresa y chocolate          | Guanyador |
| 1995 | Millor pel·lícula estrangera de parla hispana | El elefante y la bicicleta | Nominat   |
| 2000 | Millor pel·lícula estrangera de parla hispana | Lista de espera            | Nominat   |
| 2013 | Millor director                               | 7 días en la Habana        | Nominat   |